# Luis Ceballos
Luis Fernando Ceballos (Ciudad de México, 3 de octubre de 1996) es un actor mexicano. Es conocido por interpretar al personaje de Roque Villalón Campos, en las series La CQ (2012-14) y La CQ: nuevo ingreso (2024).

## Carrera
Ceballos debutó en televisión en 2007, participando en La Parodia, un programa cómico de Televisa. Posteriormente, interpretó papeles en telenovelas como Yo amo a Juan Querendón (2007-08) y Niña de mi corazón (2010).
En 2011, asistió a cástines para una nueva comedia de situación de Televisa, obteniendo uno de los papeles principales de la serie juvenil, La CQ, en la que interpretó a Roque Villalón Campos. Tras la conclusión de la emisión, en 2014, intervino en la gira La CQ: El musical, donde trabajó con sus compañeros de reparto en una puesta en escena musical, que finalizó el 24 de mayo de ese año. En septiembre, ganó un premio Nickelodeon Kids' Choice Awards en la edición 2014 de los mismos, consiguiéndolo en la categoría a Villano Favorito gracias a su personaje en La CQ.

## Discografía

### Sencillos
| Año  | Título                                        | Discográfica |
| 2015 | Mi Señorita (en colaboración con Matt Hunter) | Soy LF       |
| 2019 | Salvaje                                       | Soy LF       |
| 2020 | Bellaquita                                    | Soy LF       |
| 2020 | Sigues Con él                                 | Soy LF       |
| 2020 | Respuesta a Tusa de Karol G ft. Nicki Minaj   | Soy LF       |
| 2020 | Me enamore de una TikToker                    | Soy LF       |
| 2020 | Cuarentena                                    | Soy LF       |

## Filmografía
| Año           | Título                  | Papel                         | Notas            |
| ------------- | ----------------------- | ----------------------------- | ---------------- |
| 2007          | La Parodia              | Personaje desconocido         |                  |
| 2007-08       | Yo amo a Juan Querendón | Ignacio Rodríguez             |                  |
| 2009-2011     | La rosa de Guadalupe    | Uriel / David / Gonzalo       | Varios episodios |
| 2010          | Niña de mi corazón      | El Vocho                      |                  |
| 2011-18       | Como dice el dicho      | Andrés / Alsemo               |                  |
| 2012-14       | La CQ                   | 'Roque Villalón' Campos Pérez |                  |
| 2015-2016     | La vecina               | Eduardo                       | [ 5 ]            |
| 2017          | Renta congelada         | Empleado                      |                  |
| 2020          | Vencer el miedo         | Uriel López                   | [ 6 ]            |
| 2024-presente | La CQ: nuevo ingreso    | 'Roque Villalón' Campos Pérez | Papel recurrente |

## Premios y nominaciones
| Año  | Premiación                  | Categoría        | Nominado por | Resultado | Refs.       |
| ---- | --------------------------- | ---------------- | ------------ | --------- | ----------- |
| 2013 | Kids Choice Awards México   | Villano Favorito | La CQ        | Nominado  | [ 7 ] [ 8 ] |
| 2014 | Kids Choice Awards Colombia | Villano Favorito | La CQ        | Nominado  |             |
| 2014 | Kids Choice Awards México   | Villano Favorito | La CQ        | Ganador   |             |